# Orbitador del transbordador espacial
L'orbitador (en anglès orbiter) és la part del sistema de transbordador espacial que se situa en òrbita al voltant de la Terra i que torna per a aterrar en una pista. El vehicle té l'aparença d'un avió espacial i pot dur una tripulació de fins a deu membres (el més comú són set). L'orbitador mesura 37,2 m de longitud, 24 m d'amplada màxima entre ales i pesa 75 tones quan està buit. La major part de la seva secció intermèdia és un compartiment on es duu la càrrega que normalment consisteix en satèl·lits, subministraments per a l'Estació Espacial Internacional i material classificat en missions del Departament de Defensa dels EUA.
L'orbitador té tres motors que prenen el seu combustible del tanc exterior. Aquests motors proporcionen prop del 20% de l'embranzida que necessita el sistema per a ascendir i posar-se en òrbita (la resta de l'embranzida la proporcionen els dos coets que es llancen juntament amb el vehicle i el tanc de combustible). Està cobert per un sistema de protecció tèrmica (TPS).

## Llista d'orbitadors
Sis orbitadors van ser construïts, tots ells per Rockwell International a Palmdale, Califòrnia:
- Enterprise: va ser el primer orbitador que es va construir, però mai es va habilitar per a assolir l'òrbita. Es va dissenyar i construir com a model de prova i va complir diverses missions de vol i planatge llançat des d'un avió convencional.
- Columbia: primer orbitador habilitat per a anar a l'espai. Feu el seu primer vol el 12 d'abril de 1981.[1] També va transportar el primer laboratori espacial al novembre de 1983. Es va desintegrar l'1 de febrer de 2003 durant la seva reentrada a la Terra a causa d'una fallada en el sistema de protecció tèrmica.
- Challenger: segon orbitador. Va realitzar el seu primer vol el 1983. Es va destruir 83 segons després d'elevar-se en la seva desena missió a causa d'una fallada catastròfica del tanc de combustible que va originar una explosió que va destruir el sistema el 28 de gener de 1986.
- Discovery: tercer orbitador. Va realitzar el seu primer vol el 30 d'agost de 1984.
- Atlantis: quart orbitador. Va realitzar el seu primer vol el 1985.
- Endeavour: el més recent dels orbitadors, construït per a reemplaçar al Challenger. Va realitzar el seu primer vol el 1992.